# Diana Ferrara
Diana Ferrara (Roma, 1943) è un'ex ballerina, coreografa e maestra di balletto italiana, étoile dell'Opera di Roma dal 1978 al 1988.

## Biografia
Nata e cresciuta a Roma, studiò danza alla Scuola di Ballo del Teatro dell'Opera di Roma, dove fu allieva di Attilia Radice. Immediatamente dopo il diploma, conseguito nel 1962, fu scritturata dalla compagnia di balletto dell'Opera di Roma e ottenne il suo primo successo nel 1966, quando Erik Bruhn la scelse per il duplice ruolo di Odette e Odile nella sua ripresa de Il lago dei cigni con le coreografie di Lev Ivanovič Ivanov.
Negli anni seguenti scalò i ranghi della compagnia, di cui divenne prima ballerina nel 1972 ed étoile nel 1978. Sulle scene romane danzò un vasto repertorio che includeva ruoli quali Polimnia nell'Apollon musagète (Balanchine), Swanilda in Coppélia (Martinez), Kitri in Don Chisciotte (Gorskij), l'eponima protagonista di Giselle accanto a Rudol'f Nureev (Perrot, Coralli) e de L'uccello di fuoco (Milloss), Aurora ne La bella addormentata (Petipa, Nižinskaja, Prokovsky), la silfide ne La Sylphide (Bournonville), Mascia ne Lo schiaccianoci (Prebil) e Angela in Marco Spada (Lacotte). Oltre a Nureev, Ferrara danzò con molti dei maggiori ballerini della sua epoca, tra cui Peter Schaufuss (La bella addormentata, 1978), Vladimir Vasil'ev (Don Chisciotte, 1979) e Paolo Bortoluzzi (Il lago dei cigni, 1985).
Nel 1977 vinse un David di Donatello speciale per i suoi contributi al mondo del balletto, nel 1986 ottenne il Premio Positano Léonide Massine e nel 1988 lasciò la compagnia dell'Opera di Roma dopo oltre venticinque anni, pur continuando a danzare ancora per qualche tempo in qualità di étoile ospite con altre compagnie e poi dedicarsi alla coreografia e all'insegnamento.